# Seututie 524
Pour les articles homonymes, voir Route 524.
La route régionale 524 (finnois : Seututie 524) est une route régionale allant de Lieksa jusqu'à Kuhmo en Finlande,,.

## Présentation
La seututie 524 est une route régionale de Carélie du Nord.

## Parcours
- Lieksa
  - Kevätniemi
  - Pankajärvi,
  - Nurmijärvi
  - Savijärvi
  - Teljo
- Kuhmo
  - Rastinkylä